# Édouard Séguin

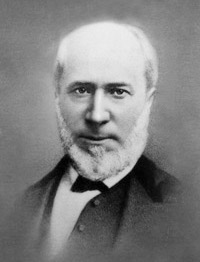
Édouard Séguin

Édouard Séguin (* 20. Januar 1812 in Clamecy (Nièvre); † 28. Oktober 1880 in New York) war ein französischer Arzt und Pädagoge und gilt als Begründer einer wissenschaftlich-systematischen Geistigbehindertenpädagogik.

## Leben
Séguin entstammte einer angesehenen Arztfamilie. Er studierte Medizin. Wichtige Impulse für seinen weiteren Werdegang empfing er dabei von Jean Itard, der in ihm das Interesse an der Unterrichtung und Erziehung geistig behinderter Kinder weckte. Itards Methoden und didaktische Materialien sollte Séguin später zu einer vollständigen Erziehungslehre weiterentwickeln.
Seine ersten Unterrichtsversuche machte Séguin ab 1837 als Lehrer in der „Abteilung für Idioten“ der Pariser Irrenanstalt in Bicêtre. 1840 gründete er die erste private Schule für Geistigbehinderte in Paris, die er durch seine literarische Arbeit finanzierte. Séguin gehörte dem Kreis der Saint-Simonisten an, zu dessen Mitgliedern unter anderen der Schriftsteller Victor Hugo zählte, mit dem er sich auch freundschaftlich verband.
Als Ergebnis seiner pädagogischen Erfahrungen erschien 1846 das erste systematische Lehrbuch für die Erziehung und Bildung geistig behinderter Kinder Traitement moral, hygiène et éducation des idiots, das keinen prinzipiellen Unterschied mehr machte zwischen behinderten und nicht-behinderten Kindern.
Die politischen Verhältnisse nach der gescheiterten Revolution von 1848 zwangen Séguin, der sich in der Zeit des revolutionären Vormärz aktiv an politischen Aufrufen zur Verteidigung der Republik beteiligt hatte, im Jahr 1850 von Frankreich aus in die USA zu emigrieren. Dort ließ er sich zunächst in Cleveland (Ohio) als Arzt nieder. 1852 machte er Bekanntschaft mit Hervey B. Wilbur, der unterstützt durch Séguin 1854 die erste Schule für Geistigbehinderte in New York gründete. Ebenfalls 1854 übernahm Séguin die Leitung der „Pennsylvania Training School for Idiots“, die er jedoch – vermutlich aufgrund der schweren Erkrankung seiner Frau – bald wieder abgab. 1860 ließ er sich als Arzt in Mount Vernon, Bundesstaat Washington nieder. 1861 promovierte er zum Dr. med. 1862 wurde Séguin Mitglied der angesehenen American Medical Association. 1863 zog er nach New York um und organisierte dort den Aufbau der „School for Defectives“ auf Randall’s Island.
Unter dem Titel Idiocy and its Treatment by the Physiological Method erschien 1866 eine vollständig überarbeitete Fassung seines Lehrbuchs von 1846. Es wurde 1912 in gekürzter Fassung von Salomon Krenberger auf Deutsch herausgegeben. 1873 reiste Séguin als Kommissar der USA für den Erziehungssektor nach Österreich, wo er die Wiener Weltausstellung besuchte, über die er 1875 den 137-seitigen Bericht Report on Education veröffentlichte. 1876 wurde Séguin zum ersten Präsidenten der „Association of Medical Officers of American Institutions for Idiots and Feeble-Minded Persons“ gewählt.
Seine Ideen wurden um 1900 von der italienischen Ärztin und Pädagogin Maria Montessori wiederentdeckt. Sie üben bis heute Einfluss auf die Pädagogik aus.

## Bibliografie
- Dagmar Hänsel (1974): Die 'physiologische Erziehung' der Schwachsinnigen. Freiburg i. Br. (Schulz).
- Édouard Séguin (1846): Traitement moral, hygiène et éducation des idiots. Paris (J. B. Balliere). (deutsch: siehe Séguin 2011)
- Édouard Séguin (1875): Report on Education. Vienna International Exhibition 1873. Washington.
- Édouard Séguin (1912): Die Idiotie und ihre Behandlung nach physiologischer Methode. Wien (Graeser).
- Édouard Séguin (2011): Moralische Behandlung, Hygiene und Erziehung der Idioten. Marburg (Tectum). (ISBN 978-3-8288-2814-8)